# Aepeomys fuscatus
Aepeomys fuscatus é uma espécie de roedor da família Cricetidae. Apenas pode ser encontrada no seguinte país: Colômbia.